# رخ‌سفیدها
رخ‌سفیدها (نام علمی: Aphelocephala) یک سرده از پرندگان تیرهٔ نوک‌خاری چکاوکان اقیانوسیه (Acanthizidae) است. این سه گونه در مجموع به عنوان رخ‌سفید شناخته می‌شوند. آنها بومی استرالیا هستند و عموماً در مرکز خشک این قاره یافت می‌شوند. آن‌ها پرنده‌ای جذاب هستند، به‌ویژه در مقایسه با اقوام کسل‌ترشان، دارای روتنه تیره و سینه‌ها و صورت‌های سفید (همان‌گونه که از نامشان پیداست). دو گونه، سینه‌های شاه‌بلوطی و سفید نواری، زیرتنه سفید را با نوار تیره‌تر (یا نوار دوتایی) می‌شکنند. این سه گونه دارای نوک‌های کلنگی هستند و برخلاف دیگر اعضای Acanthizidae، تعداد زیادی دانه در رژیم غذایی خود مصرف می‌کنند.
این سرده دارای گونه‌های زیر است:
- رخ‌سفید جنوبی (Aphelocephala leucopsis)
- رخ‌سفید سینه‌بلوطی (Aphelocephala pectoralis)
- رخ‌سفید نواردار (Aphelocephala nigricincta)